# Demetra
Demetra (griechisch Δημητρα) ist ein weiblicher Vorname.

## Herkunft und Bedeutung
Demetra ist die italienische und rumänische Form des Namens Demeter. Es ist aber auch die alternative Transkription des modernen griechischen Namens Δημητρα (Dimitra).

## Bekannte Namensträgerinnen
- Demetra Ioannou (* 1962), zypriotische Badmintonspielerin